# Тамарівський (заказник)
Тама́рівський зака́зник — ботанічний заказник місцевого значення в Україні. Розташований у Золотоніському районі Черкаської області, на захід від села Хвильово-Сорочин.

## Опис
Площа 2,0 га. Як об'єкт природно-заповідного фонду створено рішенням Черкаського облвиконкому від 11.03.1979 року № 136. Землекористувач або землевласник, у віданні якого перебуває заповідний об'єкт — ДП «Золотоніське лісове господарство» (кв. 19, вид. 4 Деньгівського лісництва).
Територія заказника — це частина лісового мавиву з переважно сосновими насадженнями. У трав'яному покриві зростають цінні лікарські рослини.

## Галерея

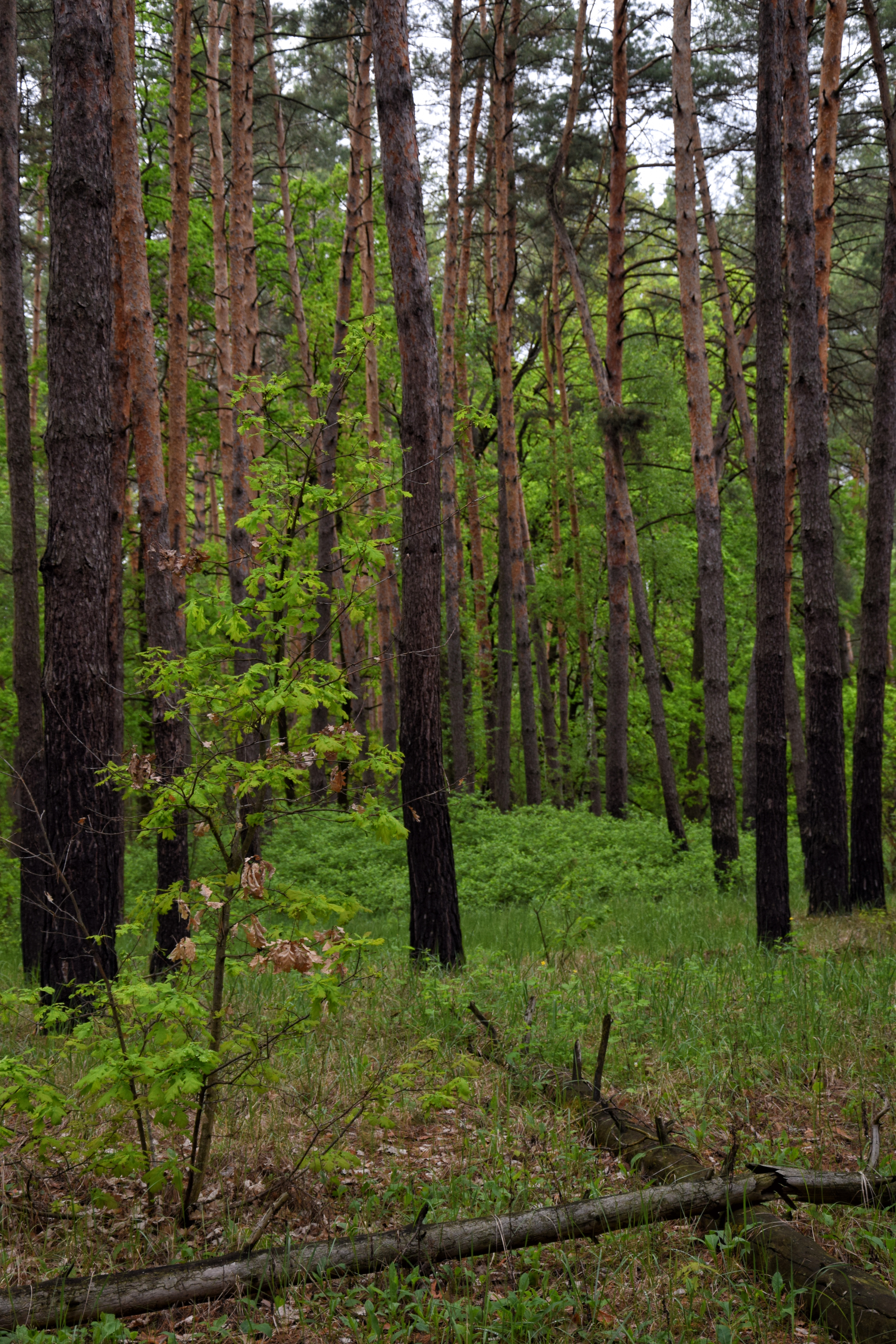
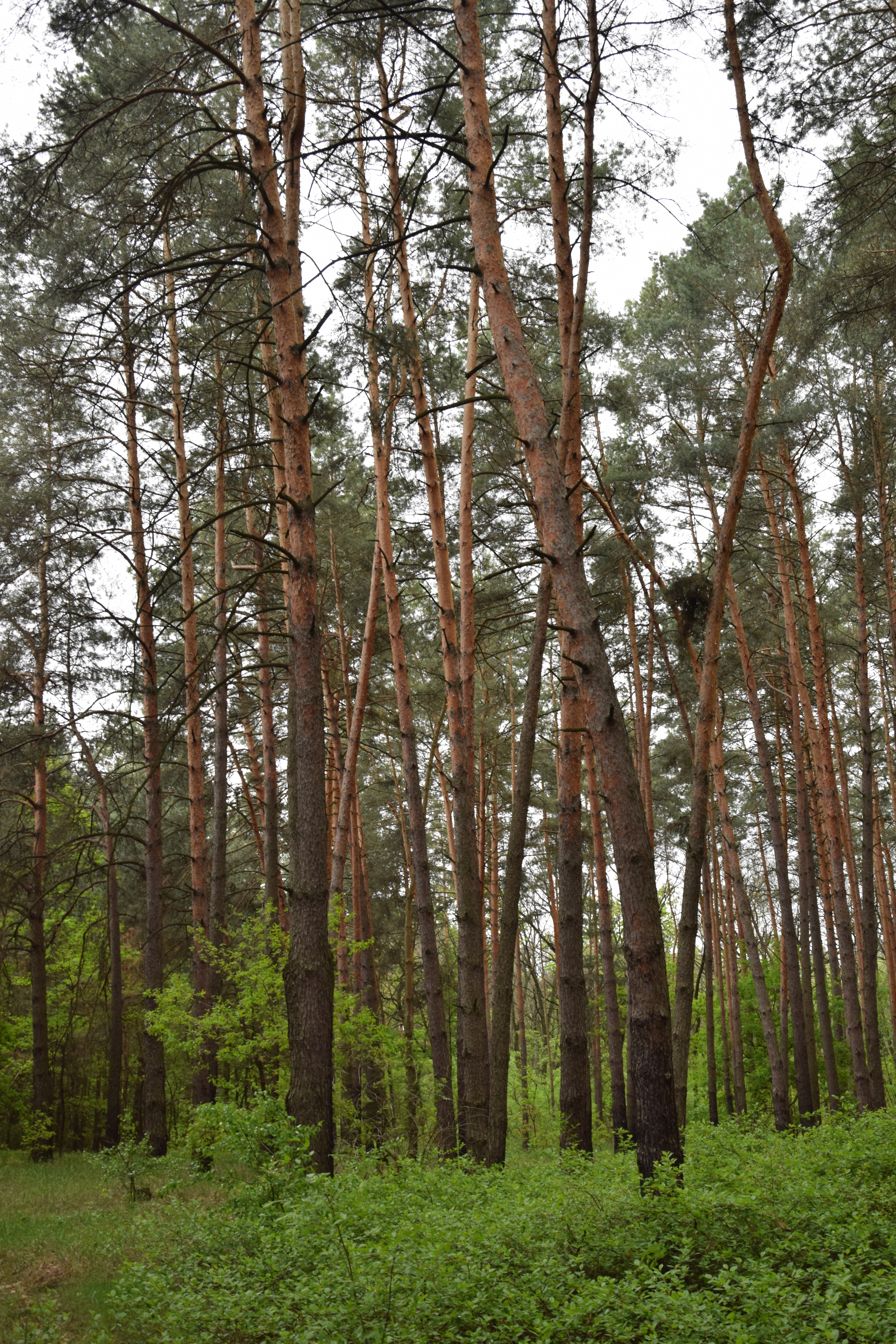
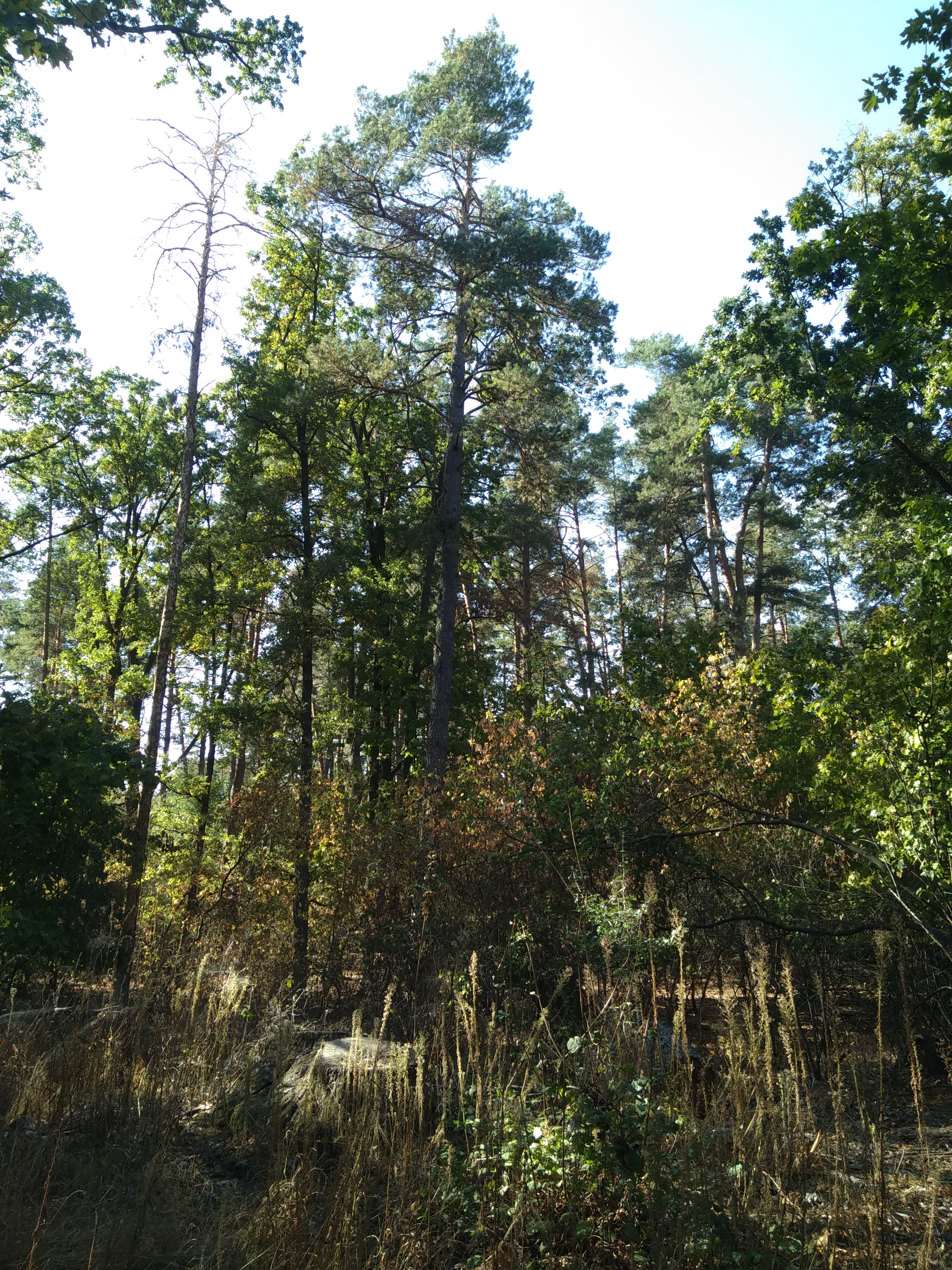
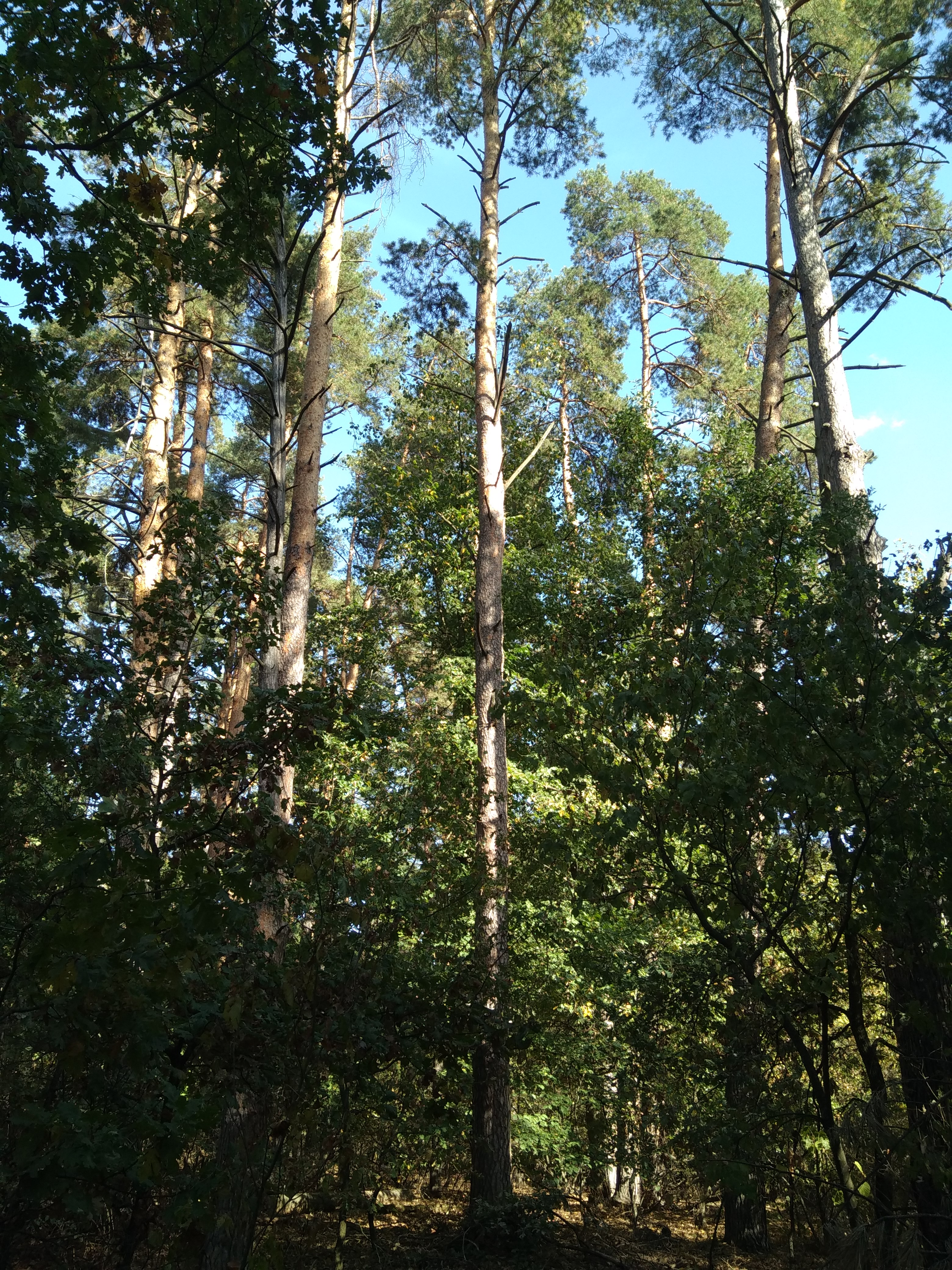
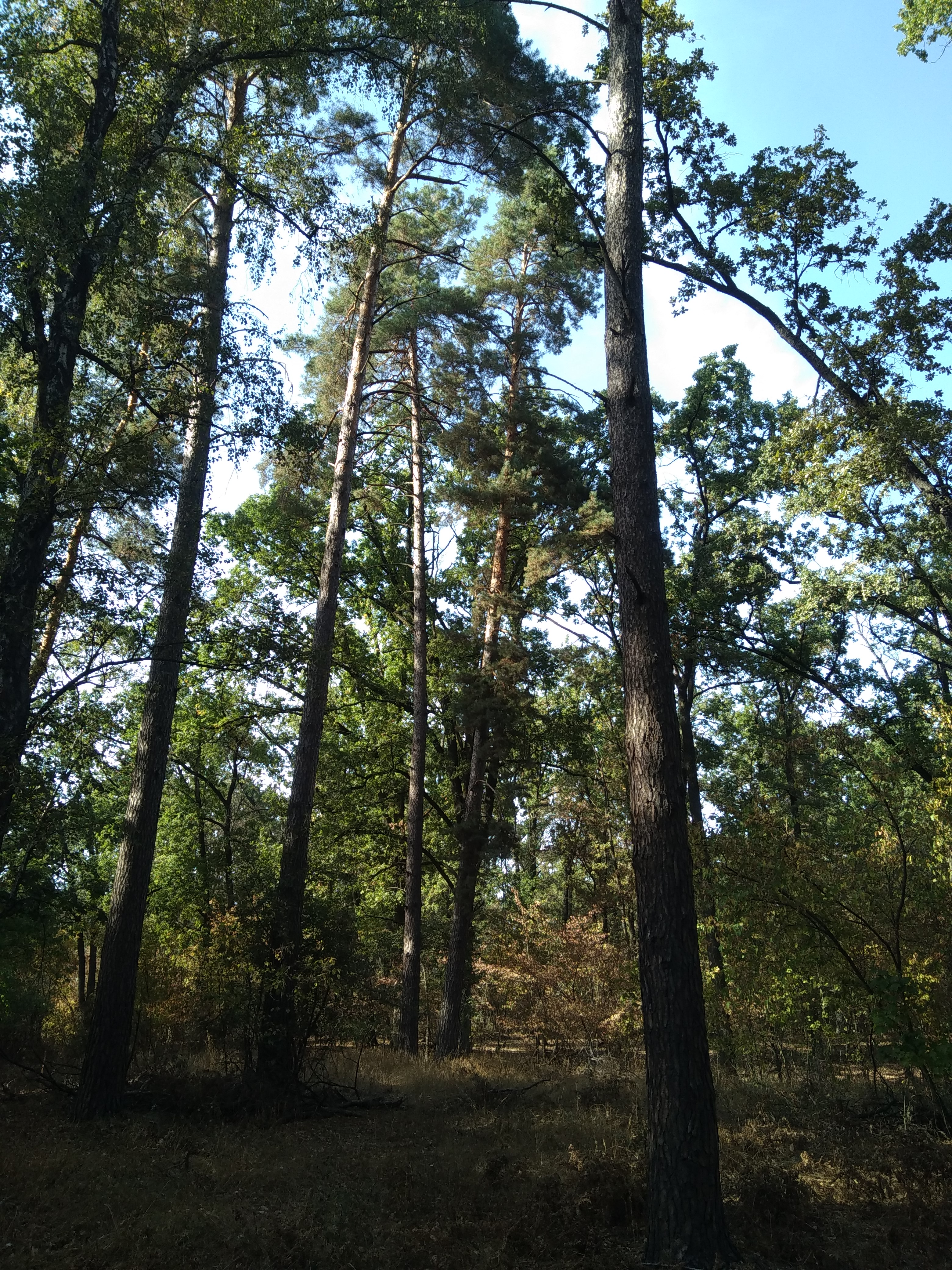